# San Mateo Cajonos
San Mateo Cajonos es una localidad del estado mexicano de Oaxaca. Es cabecera del municipio de San Mateo Cajonos.

## Demografía
| Censo | Población |
| ----- | --------- |
| 1900  | 575       |
| 1910  | 618       |
| 1921  | 536       |
| 1930  | 558       |
| 1940  | 588       |
| 1950  | 665       |
| 1960  | 862       |
| 1970  | 978       |
| 1980  | 895       |
| 1990  | 588       |
| 1995  | 508       |
| 2000  | 500       |
| 2005  | 428       |
| 2010  | 471       |
| 2020  | 483       |